# Golofa gaujoni
Golofa gaujoni är en skalbaggsart som beskrevs av Gilbert Lachaume 1985. Golofa gaujoni ingår i släktet Golofa och familjen Dynastidae. Inga underarter finns listade i Catalogue of Life.